# 十戒 (1984)
「十戒 (1984)」（じゅっかい いちきゅうはちよん）は、日本の歌手である中森明菜の楽曲。この楽曲は中森の9枚目のシングルとして、1984年7月25日にワーナー・パイオニア（現：ワーナーミュージック・ジャパン）のリプリーズ・レコードレーベルよりリリースされた (EP: L-1665)。

## 背景
「十戒 (1984)」は、1984年4月にリリースされた「サザン・ウインド」に続く楽曲で、1984年10月10日発売のスタジオ・アルバム『POSSIBILITY』からの先行シングルとして、1984年7月25日にシングル・レコード (EP: L-1665)で発売された。シングル・レコードのライナーノーツには本曲の楽譜が掲載された。
この楽曲は、売野雅勇が作詞し、高中正義が作曲を手掛け、編曲は高中とともに萩田光雄が務めた。プロデュースは島田雄三が担当した。当初は中森が大ファンでもある松任谷由実の詞が付いていたが、方向性の違いから没になり、売野に発注されたという。「十戒 (1984)」の作詞について売野は、ディレクター間での打ち合わせのみで、実際に詞の内容について中森と意見を交わしたことはなかったが、「ぼくの創り上げた詞の主人公を見事に演じ、脚本以上の映像をつくってしまう素晴らしきシンガーアクトレスだ」と語っている。
発売前の1984年7月23日放送のフジテレビ系音楽番組『夜のヒットスタジオ』で本曲を披露した。同番組への出演は、1983年11月14日放送で「禁区」を披露して以来となった。以後準レギュラー格歌手の一人として同番組でも厚遇を受け、マンスリー出演も果たす。『第35回NHK紅白歌合戦』でもこの楽曲は歌唱された。
後の作品で「十戒 (1984)」は新録されており、2006年1月リリースのベスト・アルバム『BEST FINGER 25th anniversary selection』に収録された。2006年発表の中森明菜をモチーフとしたパチンコ台『CR中森明菜・歌姫伝説』には演出中に流される楽曲として、リリース当時の歌唱画像と共に収録され、2010年には同機種の続編『CR中森明菜・歌姫伝説〜恋も二度目なら〜』にも収録された。
シングル盤「十戒 (1984)」のB面として発表された「これからNaturally」は、SEYMOURが作詞し、中森のシングルのB面では3作目となる三室のぼるによる作曲で、編曲は若草恵が手掛けた楽曲である。

## 批評
音楽評論家の堤昌司は「十戒 (1984)」について「売野雅勇ツッパリ路線の集大成ともいうべき作品。」と指摘した。

## チャート成績
この楽曲は、TBS系音楽番組『ザ・ベストテン』では、1984年8月16日から1984年9月13日の5週連続で1位を記録し、1984年度の年間総合ベストテンでは、第8位を記録した。オリコン週間シングルチャートでは、1984年8月6日付で初登場・最高順位ともに1位を記録し、1984年8月27日付でも通算2週目となる1位を記録した。同チャートの100位以内においては、計18週に渡ってランクインしている。また、1984年度のオリコン年間シングルチャートでは6位を記録し、61万枚を上回る売り上げとなった。

## 「十戒」の読み方について
「十戒」は正確には「じっかい」と読むが、JASRACには「じゅっかい  いちきゅうはちよん」と登録されており、テレビの音楽番組などでも同様の読み方で曲紹介をしていた。これは売野が誤読していたためである。

## 収録曲
| #         | タイトル              | 作詞      | 作曲       | 編曲               | 時間 |
| --------- | --------------------- | --------- | ---------- | ------------------ | ---- |
| A.        | 「十戒 (1984)」       | 売野雅勇  | 高中正義   | 高中正義・萩田光雄 | 3:36 |
| B.        | 「これからNaturally」 | SEYMOUR   | 三室のぼる | 若草恵             | 4:27 |
| 合計時間: | 合計時間:             | 合計時間: | 合計時間:  | 合計時間:          | 8:03 |

### 規格
オリジナル盤がリリースされた後、時代に合わせてフォーマットを変えて発売されている。
- 1988年7月25日 - 8cmCD: 10SL-138[21]
- 1988年12月21日 - CT: 10L5-4048[22]
- 1998年11月26日 - 12cmCD: WPC6-8666[23]
- 2008年11月12日 - デジタル・ダウンロード[24][25]
- 2014年6月18日 - 12cmCD, Singles Box 1982-1991の一枚として

## クレジット
「十戒 (1984)」、『POSSIBILITY』のライナー・ノーツより
スタッフ
| - プロデューサー: 島田雄三 - ミキサー: 石崎信郎 - フォトグラファー: 清水清太郎 - スタイリスト: 東野邦子 | - デザイナー: 持田恭男 - セールス・プロモーター: 畠山政行 - プロモーター: 田中良明 - クリエイティヴ・サーヴィス: 太田晶子 |

参加ミュージシャン
| - キーボード: 高中正義、富樫春生 - CMI: 高中正義 - E.ギター: 高中正義、矢島賢 | - ストリングス: 加藤グループ - コーラス: イブ |

## 収録アルバム
十戒 (1984)
- 『POSSIBILITY』[9][2]
- 『BEST』[26][2]

## カバー
- ジャッキー・チュン - 香港 の歌手。1985年4月のアルバム『Smile』にて、広東語による「局外人」としてカバー。同年10月には12インチシングル「局外人　Dance Version」も発売。
- 三咲舞花 - 2012年7月4日のアルバム『10 CARAT』にてカバー。
- 朴璐美 - 2013年4月17日、コンピレーション・シングル『Twinkle Voice～声の贈り物～』にてカバー。
- 椎名法子 - 2013年6月5日、コンピレーション・シングル『King Of Pops』にてカバー。
- Ado - 2025年5月1日、トリビュート・アルバム『中森明菜 Tribute Album “明響”』にてカバー[27]。